# Vehicle de llançament superpesant

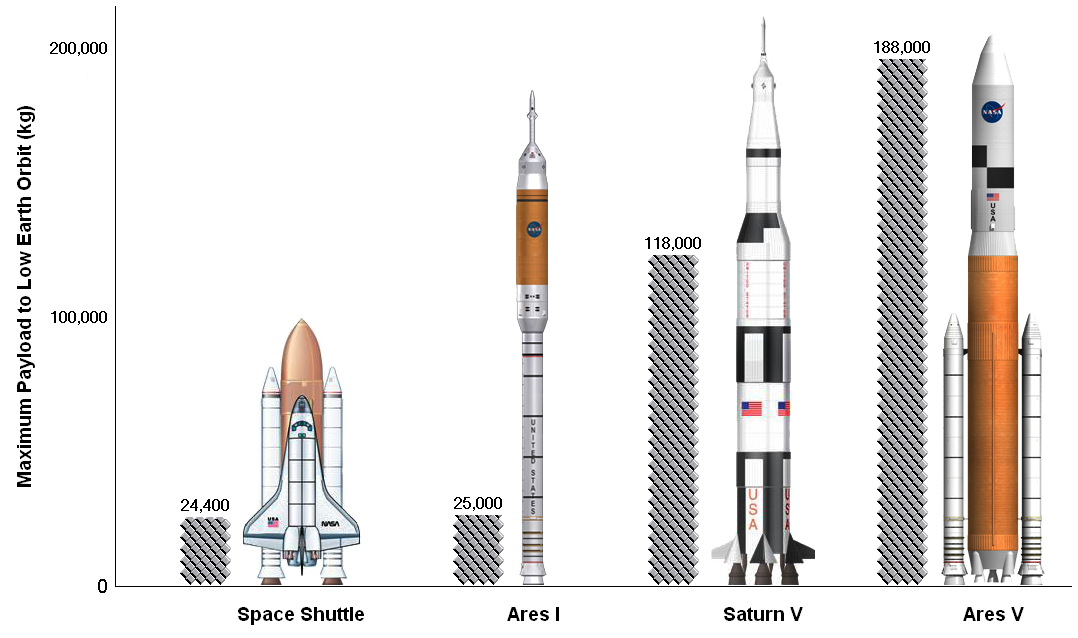
Comparació de la càrrega útil a l'òrbita terrestre baixa (esquerra a dreta). La càrrega útil del Transbordador Espacial inclou 7 tripulants i càrrega. La càrrega de l'Ares I inclou 4 tripulants i part inherent. La càrrega del Saturn V inclou 3 tripulants, part inherent i càrrega. La càrrega de l'Ares V inclou només càrrega i part inherent. El Saturn V era capaç d'aixecar aproximadament 140 tones mètriques de càrrega a LEO. L'Ares V estava sent dissenyat per aixecar 188 tones mètriques a LEO.

Un vehicle de llançament superpesant (super heavy-lift launch vehicle o SHLLV en anglès) és un vehicle de llançament capaç d'aixecar més de 50.000 kg de càrrega útil a l'òrbita terrestre baixa (low Earth orbit o LEO en anglès).

## Vehicles anteriors
Tres vehicles s'han llançat amb èxit càrregues útils superpesants:
- Saturn V, amb la càrrega del programa Apollo d'un Mòdul de comandament, un Mòdul de servei, i el Mòdul lunar. Els tres components tenien una massa total de 118.000 kg.[3] Quan s'inclou el combustible de la tercera etapa i de sortida d'òrbita terrestre, el Saturn V de fet va col·locar 140.000 kg en òrbita terrestre baixa.[4]
- El Transbordador Espacial va orbitar una massa combinada de 122.534 kg amb el llançament de l'Observatori de raigs X Chandra en el STS-93.[5][6]
- Energia, amb una càrrega útil d'una sola vegada no tripulada de l'orbitador Buran a 62.000 kg.[7]

El Transbordador Espacial i l'orbitador Energia-Buran eren essencialment una tercera etapa reutilitzable tripulada que portava la càrrega internament. Tot i que es va proposar una versió només de càrrega del transbordador, mai es va construir. Una versió de càrrega de l'Energia va ser desenvolupat i llançat, però, el mòdul Polyus que transportava va fallar en assolir l'òrbita. De manera semblant, els quatre coets N1 soviètics van ser llançats amb una capacitat de càrrega de 95.000 kg, però tots van fallar poc després de l'enlairament (1969-1972).

## En desenvolupament

Comparació de configuració completa del ITS launch vehicle; SLS Block II; la Torre del Rellotge de Londres; Falcon Heavy; i una persona d'1,8m.

Dos coets estan actualment en desenvolupament actiu:
- Falcon Heavy d'SpaceX, en una configuració completament reutilitzable,[a] 63.800 kg[9]
- Space Launch System (SLS), 130.000 kg[10]
- New Glenn de Blue Origin. Tot i que la capacitat de càrrega útil no ha estat anunciada oficialment, la càrrega de 45.000 kg per a una configuració de dos etapes[11] i els nivells d'empenyiment de la primera etapa suggereixen la classificació del vehicle a la classe d'elevació superpesant.[12]
- ITS launch vehicle d'SpaceX, 550.000 kg (un sol ús) o 300.000 kg (reutilitzable)[13]

S'han proposat nombrosos vehicles d'elevació superpesants i han rebut diversos nivells de desenvolupament abans de la seva cancel·lació. És possible que el que va arribar més lluny va ser l'Ares V estatunidenc pel programa Constellation. Aquest va ser dissenyat per dur 188.000 kg i va ser cancel·lat en 2010, però part del treball s'ha dut endavant en el programa SLS. La classe de 130.000 kg del Llarga Marxa 9 havia ser proposat per la Xina, però no està actualment en desenvolupament. De manera semblant, el coet Angarà A7 rus s'havia proposat amb una capacitat d'elevació entre 35.000 a 50.000 kg, que el posaria a la classe de càrrega superpesant.

## Per a més informació
- Mallove, Eugene F.; Matloff, Gregory L. The Starflight Handbook: A Pioneer's Guide to Interstellar Travel.  Wiley, 1989. ISBN 0-471-61912-4.